# Meczet Niepodległości
Meczet Niepodległości (Masjid Istiqlal) – jedna z największych świątyń islamu, zbudowana w 1978 roku przy placu Merdeka w Dżakarcie. Może pomieścić 120 tys. wiernych.